# Grimmia navicularis
Grimmia navicularis är en bladmossart som beskrevs av Theodor Carl Karl Julius Herzog 1909. Grimmia navicularis ingår i släktet grimmior, och familjen Grimmiaceae. Inga underarter finns listade i Catalogue of Life.